# Microlicia weddellii
Microlicia weddellii är en tvåhjärtbladig växtart som beskrevs av Charles Victor Naudin. Microlicia weddellii ingår i släktet Microlicia och familjen Melastomataceae. Inga underarter finns listade i Catalogue of Life.